# Керит (бітумінозний продукт)
Керит (рос. керит, англ. kerite, нім. Kerit m) — бітумінозна речовина, подібна до антраксолітів.
Керит отримано при видобутку пегматиту на Волині. Являє собою чорно-фіброзний агрегат коротких, вигнутих переплетених волокон середнього діаметра 14,7 мкм.
За дослідженнями 2000 р. керит — це біогенні скам'янілі ціанобактеріальні килимки (Горленко, 2000). 2022 та 2023 року з кериту була описана своєрідна біота переважно нитчастих організмів — волинська біота.